# Callidium juniperi
Callidium juniperi är en skalbaggsart som beskrevs av Fisher 1920. Callidium juniperi ingår i släktet Callidium och familjen långhorningar. Inga underarter finns listade.